# Jacques Jac
Jacques-Hippolyte Jac, né le 28 juillet 1745 à Quissac (généralité de Montpellier, actuel département du Gard), mort le 20 fructidor an XI (le 7 septembre 1803) à Sommières (département du Gard), est un homme politique de la Révolution française.

## Biographie

### Mandat à la Constituante
En 1789, Jacques-Hippolyte Jac, alors avocat et cultivateur, est élu représentant du tiers-état de la sénéchaussée de Montpellier, le deuxième et dernier, aux États généraux.  
Il siège sur les bancs de la gauche de l'Assemblée nationale constituante. Le 4 mai 1791, il vote en faveur du rattachement du Comtat Venaissin à la France. Le 12 mai, il vote en faveur de l'égalité entre les hommes blancs et les hommes libres de couleur dans les colonies. 

### Mandat à la Convention
La monarchie constitutionnelle mise en application par la constitution du 3 septembre 1791 prend fin à l'issue de la journée du 10 août 1792 : les bataillons de fédérés bretons et marseillais et les insurgés des faubourgs de Paris prennent le palais des Tuileries. Louis XVI est suspendu et incarcéré, avec sa famille, à la tour du Temple. 
En septembre 1792, Jacques-Hippolyte Jac est élu député du département du Gard, le quatrième sur huit, à la Convention nationale.  
Il siège sur les bancs de la Plaine. Lors du procès de Louis XVI, il vote « la mort avec sursis jusqu'après la ratification de la Constitution par le peuple » et se prononce en faveur de l'appel au peuple et du sursis à l'exécution de la peine. Le 13 avril 1793, il est absent lors du scrutin sur la mise en accusation de Jean-Paul Marat. Le 28 mai, il vote en faveur du rétablissement de la Commission des Douze. 

### Mandat aux Anciens et aux Cinq-Cents
Sous le Directoire, en vendémiaire an IV (octobre 1795), Jacques-Hippolyte Jac est réélu député et siège au Conseil des Anciens. Il est tiré au sort pour quitter le Conseil le 1er prairial an VI (le 20 mai 1798). Le 25 germinal an VI (le 14 avril 1798), il est réélu député et siège au Conseil des Cinq-Cents où il est réélu le 24 germinal an VII (le 13 avril 1799). Il retourne à la vie privée sous le Consulat.  

## Mandats
- Député du Gard (1789-1791, 1792-1795, 1799)
- Secrétaire du Conseil des Anciens